# Cryptoneurus nigridens
Cryptoneurus nigridens är en tvåvingeart som beskrevs av Boris Mamaev 1964. Cryptoneurus nigridens ingår i släktet Cryptoneurus och familjen gallmyggor. Inga underarter finns listade i Catalogue of Life.